# 제스 보레고
제시 보레고(Jesse Borrego, 1962년 8월 1일 ~ )는 미국의 배우이다.

## 출연 작품
- 돈 슬립 (2017년) - 하산 박사 역
- 라인 오브 듀티 (2013, Mission Park)
- 고 포 시스터즈 (2013년)
- 라 미션 (2009년)
- 더 부키 (2008년)
- 뉴 월드 (2005년)
- 메디컬 인베스티게이션 (2004년)
- 헬 스웜 (2000년)
- 메이커 (1997년)
- 레트로액티브 (1997년) - 제시 역
- 콘 에어 (1997년) - 프란시스코 역
- 델바 (1996년)
- 마지막 전사 터컴사 (1995년)
- 이대로가 좋다 (1994, I Like It Like That)
- 마이 크레이지 라이프 (1993년)
- 이스트 L.A 스토리 (1993년)
- 뉴욕 스토리 (1989년)

### 텔레비전
- 내일은 스타 (1984-87)
- 마이애미의 두 형사 (1988)
- 천사의 손길 (2001)
- CSI: 마이애미 (2006)
- CSI: 과학수사대 (2007)
- 덱스터 (2008) - 조지 킹 역
- ER (2008)
- 번 노티스 (2013)